# Hrabstwo Addison
Hrabstwo Addison (ang. Addison County) – hrabstwo w stanie Vermont w Stanach Zjednoczonych. Obszar całkowity hrabstwa obejmuje powierzchnię 808,30 mil² (2093,49 km²). Według szacunków United States Census Bureau w roku 2009 miało 36 821 mieszkańców.
Hrabstwo powstało w 1785 roku.

## Miasta (city)
- Vergennes

## Gminy (town)
- Addison
- Bridport
- Bristol
- Cornwall
- Ferrisburgh
- Goshen
- Granville
- Hancock
- Leicester
- Lincoln
- Middlebury
- Monkton
- New Haven
- Orwell
- Panton
- Ripton
- Salisbury
- Shoreham
- Starksboro
- Waltham
- Weybridge
- Whiting[4]

## CDP
- Bristol
- East Middlebury
- Middlebury[4]

| Populacja hrabstwa w poprzednich latach | Populacja hrabstwa w poprzednich latach |
| Rok                                     | Liczba ludności                         |
| --------------------------------------- | --------------------------------------- |
| 1980                                    | 29 420                                  |
| 1990                                    | 32 953                                  |
| 2000                                    | 35 974                                  |
| 2005                                    | 36 965                                  |